# Obora Klentnice
Obora Klentnice se rozkládá východně od obce Klentnice na Břeclavsku. Rozloha obory činí 485 hektarů. Chová se zde zvěř daňčí a mufloní. V oboře se nachází kamenný kruh z Menhirů. Obora sousedí s oborou Bulhary.

## Historie vzniku
Obora vznikla v roce 1966 obehnáním oborním plotem. Původní celistvá obora, která dala vzniku oboře Klentnice a Bulhary byla rozdělena okresní silnicí Mikulov–Milovice, která nebyla opatřena silničními rošty a zvěř tak mohla unikat. Obora byla pojmenována podle nedaleké stejnojmenné obce.